# Tormentil
Tormentil (Potentilla erecta) er en 10-30 cm høj urt, der vokser på enge, heder og morbund i skove. Blomsterne er gule og hele planten indeholder en rød saft, der har givet arten tilnavnet "blodrod". Roden bruges til fremstilling af snapseudtræk.

## Beskrivelse
Tormentil er en flerårig urt med en opstigende eller helt opret vækstform, som får planten til at ligne en lille, halvkugleformet busk. Stænglerne er runde i tværsnit og fint behårede. Bladene findes dels som langstilkede grundblade og dels som ustilkede (eller kortstilkede) stængelblade. De sidste sidder spredt, og de er trefingrede med grove tænder ved spidsen af hvert afsnit. Oversiden er blank og græsgrøn, mens undersiden er noget lysere.
Blomstringen sker i juni-august, og hver blomst sidder på en særskilt stængel. Blomsten er 4-tallig, hvad der er meget usædvanligt hos potentil og i Rosen-familien i det hele taget. Kronbladene er lysegule med en tydelig indskæring i spidsen. Frugterne består af 4-8 småfrugter hver.
Rodnettet består af en kraftig hovedrod, som bærer mange, grove siderødder. Ved såring giver røderne en højrød saft fra sig, hvad der har givet planten navnet "Blodrod".
Højde x bredde og årlig tilvækst: 0,25 x 0,25 m (25 x 25 cm/år), heri dog ikke medregnet overjordiske udløbere.

## Hjemsted
Arten er udbredt i det meste af Europa, hvor den findes i lyse skove, på heder, og i moser. Den foretrækker overalt en sur, mineralfattig bund.
I Danmark er den almindelig i hele landet.
Ved Volstrup ca. 7 km nordvest for Hobro og på østsiden af Simested Å vokser arten sammen med bl.a. hjertegræs, alm. star, gifttyde, gul iris, kragefod, kærtidsel, næbstar, sideskærm, sumpkællingetand, topstar, toradet star, trævlekrone, tuestar, tykbladet ærenpris, vandmynte og vellugtende gulaks,

## Anvendelse
Den røde farve i roden gør, at udtræk i snaps giver en blodrød drik.

## Note
1. ↑  Limfjordsrådet: Simested Å – midt (Webside ikke længere tilgængelig) Rebild og Mariager Kommunes forundersøgelser vedrørende mulighederne for at etablere et vådområde langs åen.

| Portal | Portal:Botanik |